# Vol 995 de Spantax
El vol 995 de Spantax va ser un vol xàrter entre Madrid i Nova York, amb escala a Màlaga, operat per la companyia Spantax amb un McDonnell Douglas DC-10, que va patir un accident quan s'enlairava de l'Aeroport de Màlaga a les 10:00 hores del 13 de setembre del 1982.
Van morir 50 persones i l'avió va quedar irrecuperable. Després de l'accident, la situació financera de l'Spantax es va agreujar molt i, finalment, la companyia fundada per Rodolfo Bay Wright va haver de cancel·lar les operacions el 29 de març del 1988.

## L'aparell
El McDonnell Douglas DC-10 de Spantax, amb matrícula EC-DEG, havia realitzat el seu primer vol el 13 d'abril del 1977 i, posteriorment, havia estat entregat a l'aerolínia estatunidenca Overseas National Airlines. L'avió tenia poc més de 5 anys i, segons l'última revisió, estava en perfectes condicions.

## Accident
Aquell mateix dia, l'aeronau havia realitzat la ruta entra l'Aeroport de Palma i l'Aeroport de Madrid-Barajas, operant el vol 4439 d'Iberia. Hores després, l'avió va enlairar-se cap a l'Aeroport de Màlaga, operant el vol 995 de Spantax. Després de l'escala a Màlaga, l'avió va tornar a marxar cap al capçal 14 de la pista per enlairar-se en direcció sud-est.
L'enlairament es va iniciar amb normalitat, segons després de les deu del matí, fins que al voltant del V1 (última velocitat en què l'enlairament es pot avortar per seguretat) la tripulació va començar a notar fortes vibracions. Quan l'avió ja es trobava a l'aire, entre el Vr i el V2, les vibracions van augmentar i la tripulació va decidir avortar l'enlairament, tot i trobar-se molt per damunt de la velocitat mínima en la qual aquesta maniobra està prohibida i és obligatori mantenir-se a l'aire en qualsevol cas.
A l'avortar l'enlairament tant tard, l'avió no va tenir pista suficient per frenar i va sortir de la pista a una velocitat de 110 usos (uns 204 km/h). Va xocar amb una caseta de formigó que formava part del sistema ILS (on va perdre el motor 3), va travessar la tanca metàl·lica de l'aeroport, va passar la N-340 (en aquella època ja una autovia) xocant amb tres cotxes, i es va aturar a uns 450 metres de la pista.
Després del cop i de quedar aturat l'avió, tots els ocupants havien sobreviscut, però la gran quantitat de combustible que portava l'avió (havia de creuar l'oceà Atlàntic) va provocar un incendi; 47 passatgers i tres tripulants van morir. Els altres 334 passatgers i 10 membres de la tripulació van sobreviure, 110 dels quals van haver de ser hospitalitzats. També va resultar ferit greu el conductor d'un dels vehicles que l'avió havia envestit al passar per la N-340.

## Causes
L'accident va estar sotmès a una investigació per part de les autoritats espanyoles i les estatunidenques.
La causa de la vibració percebuda per part de la tripulació va ser el despreniment de la banda de rodament del pneumàtic dret del tren davanter. L'error últim va ser la falta d'entrenament de la tripulació en una situació anormal d'aquest tipus, ja que només estaven entrenats per a la fallada d'un motor, no sabent com actuar davant d'una vibració. Les tripulacions actuals estan entrenades per no avortar l'enlairament si no existeix suficient pista per frenar, la qual cosa es calcula mitjançant les velocitats característiques.